# Рожок Сергій Володимирович
Рожо́к Сергі́й Володи́мирович (25 квітня 1985, Ріпки — 23 січня 2024) — український футболіст, півзахисник, колишній гравець юнацьких та молодіжної збірних команд України. Учасник російсько-української війни, в ході якої загинув.

## Клубна кар'єра
Почав займатися футболом у ДЮФК «Каскад» (м. Славутич, Київська область). Перший тренер — Олег Трухан. За ДЮФК «Каскад» грав у Дитячо-юнацькій футбольній лізі — Юнацька першість України з футболу 1998—1999 років (група 6).
У 2000 році продовжив навчання у київській школі «Динамо». З початку 2001 року почав залучатися до ігор третьої динамівської команди, а ще за рік дебютував у складі другої команди клубу «Динамо-2». Не маючи перспектив пробитися до головної команди «Динамо», навесні 2005 року приєднався до сімферопольської «Таврії», у складі якої провів лише одну гру проти дніпропетровського «Дніпра» 16 квітня 2005 року, що стала його дебютом у матчах елітного дивізіону Чемпіонату України з футболу. З липня 2005 року виступав за ужгородський футбольний клуб «Закарпаття», в складі якого також не зміг закріпитися та провів лише половину сезону.
2006 рік провів у складі представника першої ліги київського «ЦСКА». Другу половину Чемпіонату України з футболу (2006—2007) відіграв у Вищій лізі за футбольний клуб «Харків», після чого знову повернувся до київського «ЦСКА».
Навесні 2008 року провів дві гри у складі іншого футбольного клубу Першої ліги — «Десни» (Чернігів), після чого перед початком сезону 2008—2009 уклав контракт з ФК «Оболонь», у складі якого одразу став гравцем основного складу команди й допоміг їй підвищитися у класі та повернутися до елітного дивізіону української першості. Саме у ФК «Оболонь» він отримав досвід стабільних виступів у Прем'єр-лізі, став віцекапітаном команди. Протягом зимової перерви Чемпіонату України з футболу (2009—2010) головний тренер клубу Юрій Максимов перейшов до криворізького футбольного клубу «Кривбас», а Сергій Рожок став одним з гравців, яких тренер по завершенні сезону запросив до свого нового клубу. Перейшов Сергій Рожок до криворіжців 1 липня 2010 року у статусі вільного агента, оскільки контракт з київським клубом саме завершився. Контракт з криворіжцями був підписаний на три роки, проте провів в команді він лише один сезон.
21 червня 2011 року підписав трирічний контракт з одеським футбольним клубом «Чорноморець», але і тут закріпитись не зумів, провівши за півроку лише одну гру в чемпіонаті проти «Кривбасу», і наприкінці року на правах вільного агента покинув одеську команду.
У січні 2012 року перейшов у білоруський клуб «Мінськ», де швидко закріпився в основі, в складі якого виграв кубок Білорусі і дебютував у єврокубках. Грав переважно на позиції центрального півзахисника. У грудні 2013 року, після закінчення контракту, покинув мінський клуб.
У січні 2014 року повернувся в Україну, підписавши контракт з футбольним клубом Першої ліги «Зіркою» (Кіровоград).
Наприкінці липня 2016 року став гравцем гродненського футбольного клубу «Німан», а вже наприкінці грудня того ж року приєднався до лав «Вітебська». Початок сезону 2017 пропустив, у травні став з'являтися на полі, проте закріпитися в складі не зумів. У липні 2017 року за угодою сторін покинув вітебський клуб.
У серпні 2017 року став гравцем футбольного клубу «Гомель», де закріпився в основі. У грудні 2017 року по закінченні контракту покинув ФК «Гомель».
З січня 2018 року перебував у складі дебютанта білоруського вищої ліги ФК «Смолевичі» — і незабаром підписав з ним контракт. У сезоні 2018 року був основним гравцем команди, у червні не грав через травму. У грудні 2018 року залишив команду.
У першій половині 2019 року виступав за аматорський клуб «Межигір'я» (Нові Петрівці) в чемпіонаті Київської області, згодом виступав за «Джуніорс» (Шпитьки). З 2022 року почав виступати за клуб «Штурм» (Іванків).

## Виступи у збірних
У січні 2000 року дебютував у складі збірних команд України, вийшовши на поле у грі збірної U-16 проти латвійських однолітків. Протягом 2001—2002 років зіграв у трьох матчах збірної України U-17, а у 2003 році відіграв свій перший матч за молодіжну збірну. Усього протягом 2003—2005 років за «молодіжку» провів 13 матчів, відзначився 2 забитими м'ячами.

## Служба в ЗСУ та загибель
Після повномасштабного російського вторгнення в Україну вступив до лав ЗСУ і брав участь у бойових діях. Загинув 24 січня 2024 року.

## Титули та досягнення
- Володар Кубка Білорусі (1):

«Мінськ»: 2012/2013